# Strumoc, Secureni
Strumoc, întâlnit și sub forma Strumok (în ucraineană Струмок, transliterat: Strumok) este un sat în raionul Secureni din regiunea Cernăuți (Ucraina), depinzând administrativ de comuna Șișcăuții Noi. Are 297 locuitori, preponderent  ucraineni. 
Satul este situat la o altitudine de 269 metri, în partea de vest a raionului Secureni.

## Istorie
Localitatea Strumoc a făcut parte încă de la înființare din Ținutul Hotinului a regiunii istorice Basarabia a Principatului Moldovei. 
Prin Tratatul de pace de la București, semnat pe 16/28 mai 1812, între Imperiul Rus și Imperiul Otoman, la încheierea războiului ruso-turc din 1806 – 1812, Rusia a ocupat teritoriul de est al Moldovei dintre Prut și Nistru, pe care l-a alăturat Ținutului Hotin și Basarabiei/Bugeacului luate de la Turci, denumind ansamblul Basarabia (în 1813) și transformându-l într-o gubernie împărțită în zece ținuturi (Hotin, Soroca, Bălți, Orhei, Lăpușna, Tighina, Cahul, Bolgrad, Chilia și Cetatea Albă, capitala guberniei fiind stabilită la Chișinău). 
La începutul secolului al XIX-lea, conform recensământului efectuat de către autoritățile țariste în anul 1817, satul Strumoc făcea parte din Ocolul Ciuhurului a Ținutului Hotin . 
După Unirea Basarabiei cu România la 27 martie 1918, satul Strumoc a făcut parte din componența României, în Plasa Lipcani a județului Hotin. Pe atunci, majoritatea populației era formată din ucraineni. 
Ca urmare a Pactului Ribbentrop-Molotov (1939), Basarabia, Bucovina de Nord și Ținutul Herța au fost anexate de către URSS la 28 iunie 1940. După ce Basarabia a fost ocupată de sovietici, Stalin a dezmembrat-o în trei părți. Astfel, la 2 august 1940, a fost înființată RSS Moldovenească, iar părțile de sud (județele românești Cetatea Albă și Ismail) și de nord (județul Hotin) ale Basarabiei, precum și nordul Bucovinei și Ținutul Herța au fost alipite RSS Ucrainene. La 7 august 1940, a fost creată regiunea Cernăuți, prin alipirea părții de nord a Bucovinei cu Ținutul Herța și cu cea mai mare parte a județului Hotin din Basarabia .
În perioada 1941-1944, toate teritoriile anexate anterior de URSS au reintrat în componența României. Apoi, cele trei teritorii au fost reocupate de către URSS în anul 1944 și integrate în componența RSS Ucrainene, conform organizării teritoriale făcute de Stalin după anexarea din 1940, când Basarabia a fost ruptă în trei părți. 
Începând din anul 1991, satul Strumoc face parte din raionul Secureni al regiunii Cernăuți din cadrul Ucrainei independente. Conform recensământului din 1989, numărul locuitorilor care s-au declarat români plus moldoveni era de 26 (1+25), reprezentând 8,03% . În prezent, satul are 297 locuitori, preponderent ucraineni.

## Demografie
Componența lingvistică a localității Strumoc
     Ucraineană (94,61%)
     Română (3,03%)
     Rusă (2,36%)
Conform recensământului din 2001, majoritatea populației localității Strumoc era vorbitoare de ucraineană (94,61%), existând în minoritate și vorbitori de română (3,03%) și rusă (2,36%).
1989: 324 (recensământ)
2007: 297 (estimare)